# Bouvron (Meurthe-et-Moselle)
Bouvron ist eine französische Gemeinde mit 211 Einwohnern (Stand: 1. Januar 2022) im Département Meurthe-et-Moselle in der Region Grand Est (vor 2016: Lothringen). Sie gehört zum Arrondissement Toul und zum Kanton Le Nord-Toulois. Die Einwohner werden Bouvronnais genannt.

## Geografie
Bouvron liegt etwa 28 Kilometer westnordwestlich von Nancy. Umgeben wird Bouvron von den Nachbargemeinden Ménil-la-Tour im Nordwesten und Norden, Andilly im Norden und Nordosten, Francheville im Osten, Toul im Süden, Bruley im Südwesten, Lucey im Südwesten und Westen sowie Lagney im Westen.

## Bevölkerungsentwicklung
| Jahr                       | 1962 | 1968 | 1975 | 1982 | 1990 | 1999 | 2006 | 2019 |
| Einwohner                  | 125  | 123  | 107  | 112  | 132  | 194  | 231  | 240  |
| Quellen: Cassini und INSEE |      |      |      |      |      |      |      |      |

## Sehenswürdigkeiten
- Kirche Saint-Mansuy aus dem 18. Jahrhundert (Madonnen-Skulptur als Monument historique geschützt)
- Burgruine aus dem 13. Jahrhundert
- Deutscher Soldatenfriedhof mit Kapelle

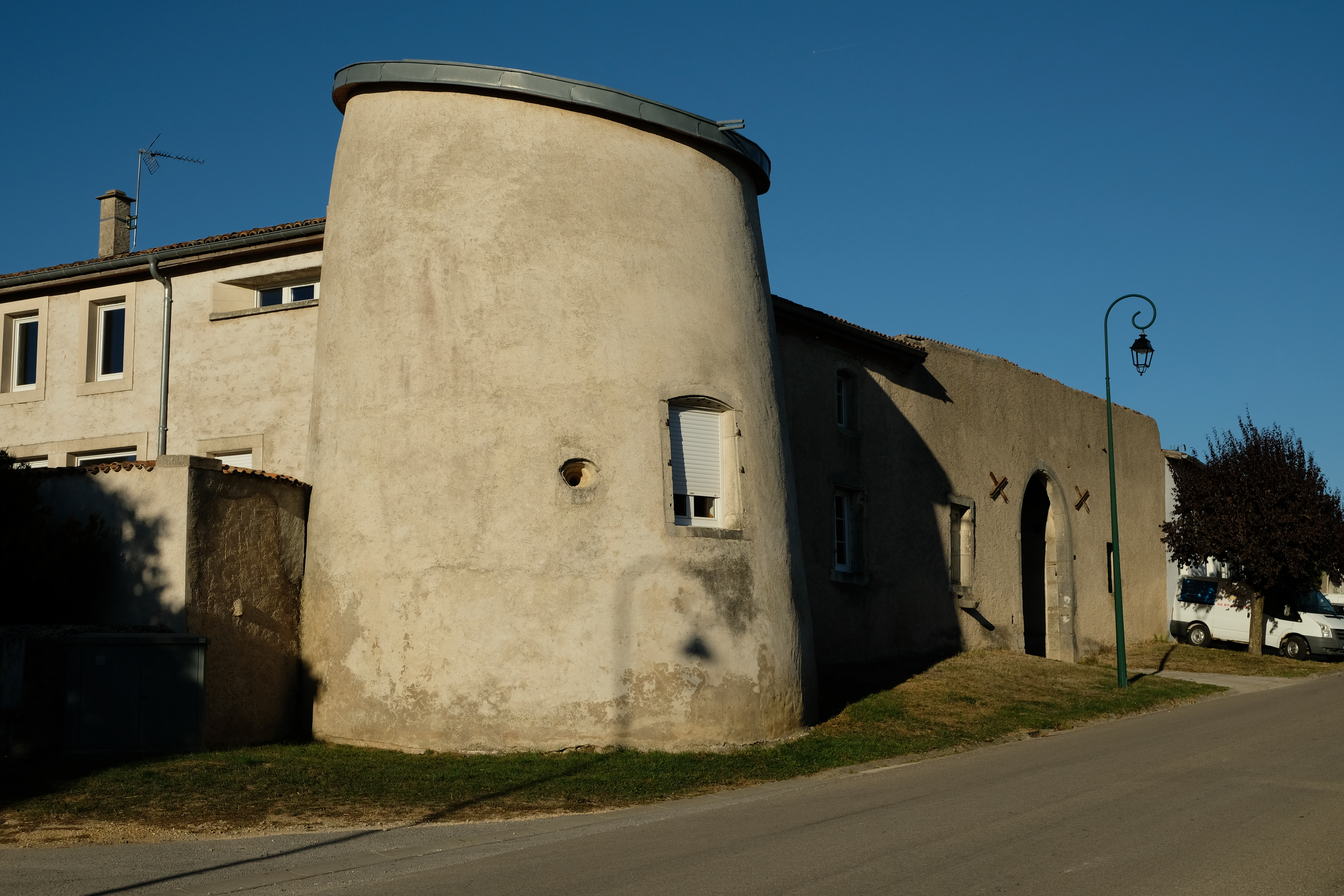
Burgruine